# Kaz Air Trans
Kaz Air Trans – kazachskie linie lotnicze z siedzibą w Astanie. Zostały założone w 2008 roku, głównym portem jest port lotniczy Nur-Sułtan.

## Flota
Obecnie we flocie linii nie znajduje się żaden samolot. Wcześniej przedsiębiorstwo prowadziło operacje wykorzystując 1 samolot Tupolew Tu-154M.